# Río Anllo
El río Anllo es un río del noroeste de la península ibérica que discurre por la provincia de Lugo, Galicia, España. Es un pequeño río afluente del río Miño, en su curso alto y por la margen derecha.

## Recorrido
El Anllo está formado por la unión de diversos riachuelos, que confluyen en las cercanías de Gontán, en el ayuntamiento lucense de Abadín. Después de atravesar ese municipio penetra en el de Cospeito, para pasar al de Castro de Rey, donde desagua en el río Miño, a la altura del lugar de Amorín, tras un recorrido de 42 km.

## Régimen hídrico
El Anllo es un río de régimen pluvial, en consonancia a una pluviosidad de tipo clima oceánico, siendo la media de precipitaciones de su cuenca de 1.166 mm anuales.

## Étimo
Puede corresponder a un étimo latino *rivu angulu "río en ángulo", posiblemente respondiendo a su curso sinuoso, como está demostrado para Riaño, en la provincia de León.